# 西河克己
西河 克己（にしかわ かつみ、1918年〈大正7年〉7月1日 - 2010年〈平成22年〉4月6日）は、日本の映画監督。鳥取県出身。

## 経歴

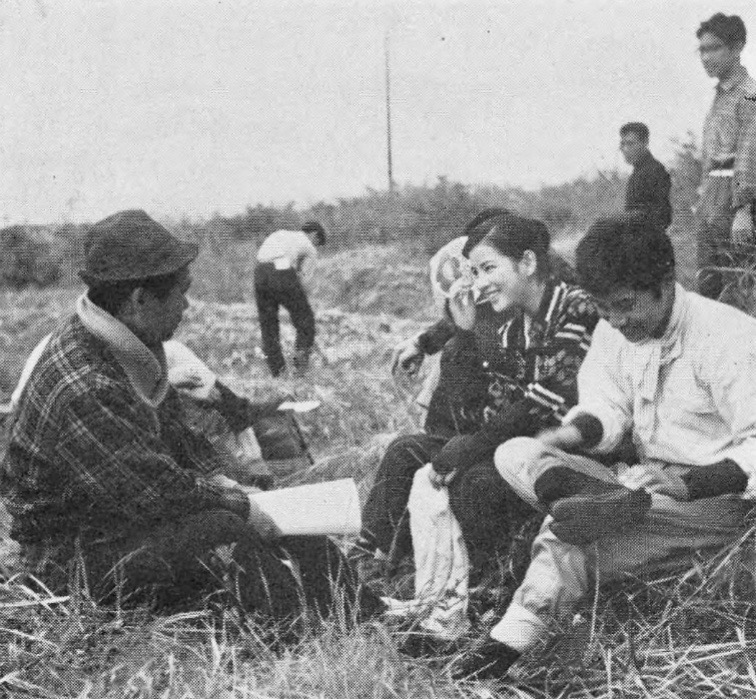
『草を刈る娘』（1961年）の青森県岩木山麓ロケ。左から西河、出演者の吉永小百合、浜田光夫。

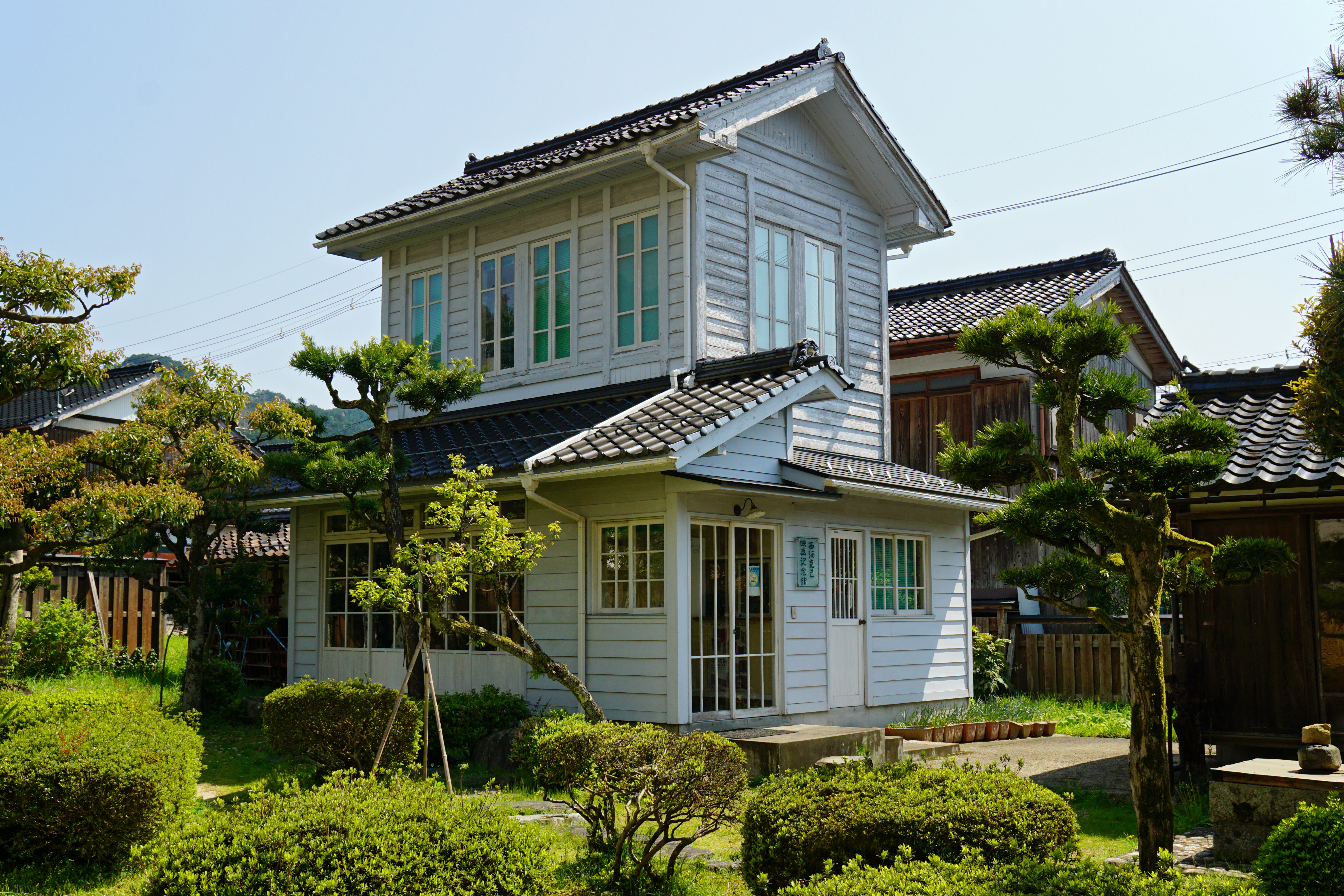
智頭宿にある西河克己映画記念館

西河が生まれたのは鳥取県東部の土師村 で現在の智頭町。父親の就職で一家が東京へ移るまで、4年余りをこの地で過ごした。小説家志望であったが、次善の途として映画監督を志し、松竹大船撮影所に監督助手として入社。当時は日本映画の第1期黄金時代ともいえる時代だった。
大学を卒業したのが日中戦争真っ只中であったため、松竹入社後1年を経ずして召集（結局2度応召した）されて旧満州やビルマへ出征、捕虜収容所生活も経験した。戦後復員して1946年（昭和21年）復職。原研吉、渋谷実、中村登らの名匠に師事し、1952年（昭和27年）助監督待遇のまま『伊豆の艶歌師』（主演:佐田啓二）を初監督。2本立て映画の1本、いわゆるシスター映画であった。典型的な「大船映画」を数本撮ったあと、1954年（昭和29年）の日活映画製作再開と同時に、日活と監督契約した。山本有三原作による社会派メロドラマ『生きとし生けるもの』（主演:山村聰）を第1作に、日活での初期作としては『東京の人』（主演:月丘夢路）、『美しい庵主さん』（主演:小林旭）などがあるが、当然のように「大船色」が濃く、「日活っぽい」『俺の故郷は大西部』（主演:和田浩治、1960年）は西河作品としては逆に異色である。
「西河克己といえば吉永小百合もの」といわれるくらい、1960年代に入ると『若い人』（主演:石原裕次郎、吉永小百合）、『青い山脈』（主演:吉永小百合）、『伊豆の踊子』（主演:吉永小百合）、『エデンの海』（主演:高橋英樹、和泉雅子）、『帰郷』（主演:吉永小百合）などの作品でその才能を遺憾なく発揮し、日本映画の全盛期を飾った。中でも『伊豆の踊子』、『絶唱』（主演:舟木一夫）はいずれもリメイク作品であるが、ともに前作を大きく上回ってヒットし、西河監督の地位を揺るぎのないものにした、まさに代表作といえる。
日活がロマンポルノ路線に転換する以前、1969年（昭和44年）の『夜の牝 年上の女』（主演:野川由美子）を最後にテレビ界に籍を移す。その後、1974年（昭和49年）の『伊豆の踊子』（主演:山口百恵）のリメイクで映画界に復帰し、山口百恵・三浦友和の共演で『潮騒』（1975年）、『絶唱』（1975年）、『エデンの海』（1976年）のリメイク作品や、『春琴抄』（1976年）、『どんぐりッ子』（主演:森昌子、1976年）を監督した。
しかし、1983年（昭和58年）製作の『スパルタの海』（主演:伊東四朗）は公開直前に、映画の舞台となった戸塚ヨットスクールが暴力事件で死亡事故が起こり、クランクアップ後にお蔵入り。その後、戸塚ヨットスクールを支援する団体が著作権を購入し、2005年（平成17年）9月にビデオ、DVDとして発売される。1984年（昭和59年）の劇画原作『生徒諸君!』（主演:小泉今日子）は動員割れ、1985年（昭和60年）の『ばあじんロード』（主演：松永麗子）は諸処の事情で劇場公開されなかった（後年TBSでテレビ放送。ビデオソフト化もされた）。
松竹から日活に移って、プログラムピクチャーを多く監督した1950年代 - 1960年代は、文芸・アクション・青春ドラマ・歌謡映画・メロドラマと多種多様のジャンルの広さで活躍。テレビ界に進出した1970年代前半を経た後、東宝映画にて映画界に戻り（ただし、東宝配給ではあるが実際の製作は日活）、ホリプロ（元会長:堀威夫）に吉永小百合作品を監督した経験から、山口百恵・三浦友和のゴールデンコンビで『伊豆の踊子』をリメイクする事になる。その後、『潮騒』『絶唱』『エデンの海』のリメイク作品や『春琴抄』を監督。その新鮮さと斬新な監督技法は、日本映画界の中でも歴史に残る作品であり、代表作にリメイク作品が多いというのも特色である。また、60歳を過ぎてからも森昌子、秋吉久美子、小泉今日子、松永麗子、富田靖子らの主演作を製作し、西河作品のスクリーンに「アイドル」を追いかける観客は2つの世代にわたることになった。
幼年時代を過ごした故郷への思い入れは深く、西河作品には鳥取県に関連したものが幾つか含まれる。『絶唱』は原作は松江だが、映画では鳥取砂丘と賀露港、そして智頭町が舞台に脚色されている。また『悲しき別れの歌』（1965年）、『夕笛』（1967年）、『残雪』（1968年）、『ザ・スパイダースのバリ島珍道中』（1968年）などの作品では智頭好夫の名前で脚本を書いている。

## 逸話
宍戸錠は、2011年に鈴木清順とトークショーを行った際に、「日活に鈴木清順、中平康、齋藤武市を呼んだのは西河さんだった」ことを明らかにしている。

## 年譜
- 1918年（大正7年） - 鳥取県八頭郡土師村に生まれる
- 1922年（大正11年） - 上京（東京都大森へ）
- 1936年（昭和11年） - 私立高輪中学校 卒業
- 1939年（昭和14年） - 日本大学藝術学部 卒業。同年12月、松竹大船撮影所 入社
- 1940年（昭和15年）9月 - 出征（東南アジア・中国）
- 1946年（昭和21年）7月 - 復員後、松竹に復職
- 1952年（昭和27年） - 『伊豆の艶歌師』で初監督
- 1954年（昭和29年） - 日活に移籍
- 1956年（昭和31年）3月 - 結婚（1女あり）
- 1969年（昭和44年） - 日活を退社
- 1979年（昭和54年） - 日本大学芸術学部講師
- 1988年（昭和63年） - 日本大学大学院講師
- 1991年（平成3年） - 勲四等瑞宝章受章
- 2010年（平成22年）4月6日 - 肺炎で死去[5]。91歳没

## 作品

### 監督
1940年
- 征戦愛馬譜 暁に祈る（監督補助）

1951年
- 天使も夢を見る（助監督）

1952年
- 伊豆の艶歌師
- Let's See Japan
- 緑の北海道

1953年
- 夏子の冒険（助監督）
- 嫁の立場
- 松竹歌劇団「七彩の花吹雪」
- 近江源氏盛綱陣屋の段

1955年
- 生きとし生けるもの
- 春の夜の出来事

1956年
- 愉快な仲間 赤ちゃん特急
- 東京の人 前後篇
- しあわせはどこに

1957年
- 孤獨の人
- 永遠に答えず（とわに〜）

1958年
- 永遠に答えず 完結篇
- 美しい庵主さん
- 明日を賭ける男

1959年
- 不道徳教育講座
- 絞首台の下に
- 若い傾斜
- 風のある道
- 無言の乱斗

1960年
- 六三制愚連隊
- 素っ飛び小僧
- 若い突風
- 疾風小僧
- 竜巻小僧
- 俺の故郷は大西部

1961年
- 有難や節 あゝ有難や有難や
- 闘いつづける男
- 追跡

『孤獨の人』（1957年）

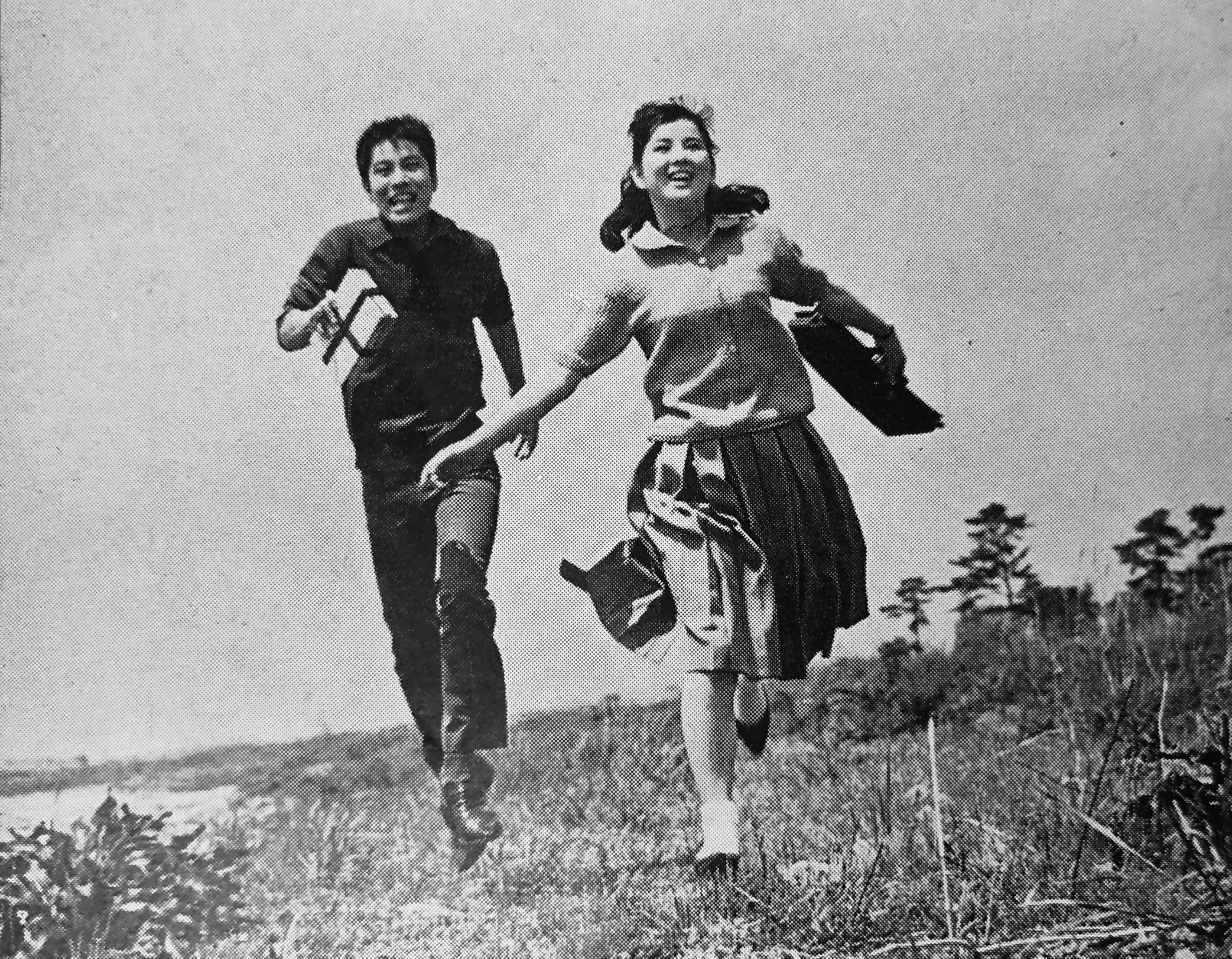
『赤い蕾と白い花』（1962年）

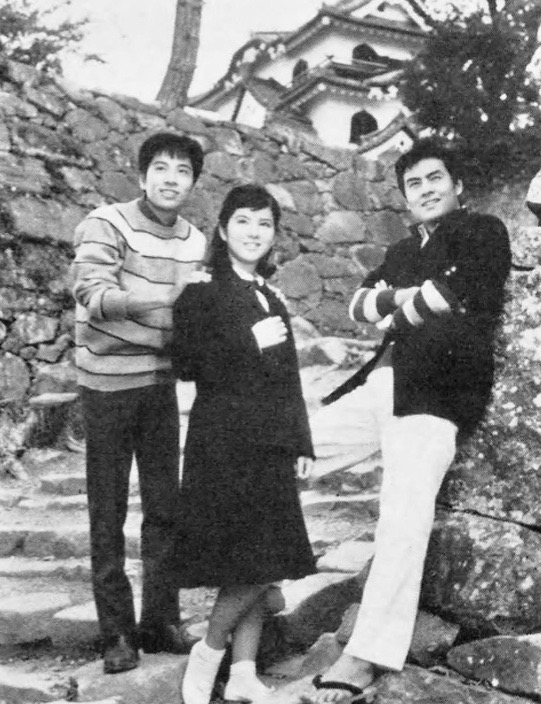
『青い山脈』（1963年）

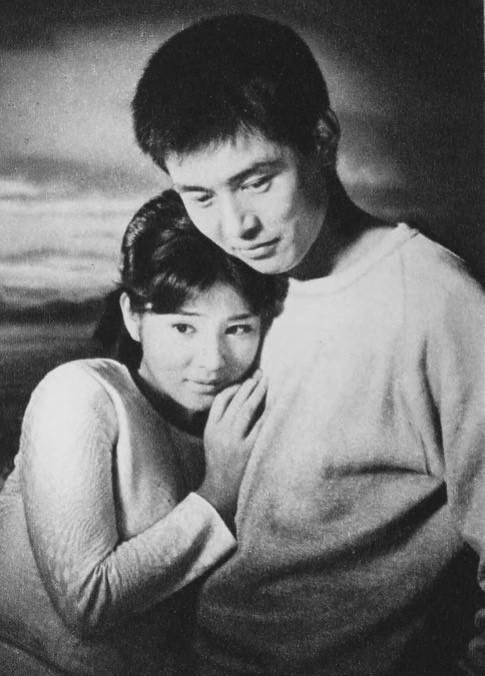
『白鳥』（1966年）

- 草を刈る娘 - 中川信夫監督の思春の泉のリメイク

1962年
- 気まぐれ渡世
- 青年の椅子
- 赤い蕾と白い花
- 星の瞳をもつ男
- 若い人- 豊田四郎、市川崑監督のリメイク

1963年
- 青い山脈- 今井正監督のリメイク
- 雨の中に消えて
- 伊豆の踊子- 五所平之助、野村芳太郎、川頭義郎監督のリメイク
- エデンの海- 中村登監督のリメイク

1964年
- 何処へ
- 帰郷 - 大庭秀雄監督の『帰郷』のリメイク

1965年
- 悲しき別れの歌
- 四つの恋の物語 - 源氏鶏太原作『家庭の事情』（吉村公三郎監督）のリメイク

1966年
- 哀愁の夜
- 友を送る歌
- 絶唱 - 滝沢英輔監督のリメイク
- 白鳥

1967年
- 北国の旅情
- 陽のあたる坂道
- 夕笛

1968年
- 残雪
- ザ・スパイダースのバリ珍道中

1969年
- 夜の牝 花と蝶
- 夜の牝 年上の女

1974年
- 伊豆の踊子- 自作のリメイク

1975年
- 潮騒- 谷口千吉、森永健次郎、森谷司郎監督のリメイク
- 絶唱- 自作のリメイク

1976年
- エデンの海- 自作のリメイク
- どんぐりッ子 - 女中ッ子（田坂具隆監督）のリメイク（「女中」が使えなくなった）
- 春琴抄- 島津保次郎作品などのリメイク

1977年
- 恋人岬
- 霧の旗- 山田洋次監督のリメイク

1978年
- お嫁にゆきます

1979年
- 花街の母

1983年
- スパルタの海

1984年
- チーちゃんごめんね
- 生徒諸君!

1985年
- ばあじんロード（劇場未公開。テレビで放送）

1989年
- マイフェニックス

1992年
- 一杯のかけそば

※「リメイク」とあっても前作映画をリメイクしているとは限らず、2度目、3度目の作品という意味

### 脚本
- 牛乳屋フランキー（1956年）

### テレビ
- お嫁さん 第1シリーズ（1966年、フジテレビ）
- 妻と女の間（1969年、毎日放送）
- 愛と死の砂漠（1971年、関西テレビ）
- 女人平家（1971年 - 1972年、朝日放送）
- 水滸伝 第11・12・23回（1973年 - 1974年、日本テレビ開局20周年記念）
- 天下のおやじ（1974年、日本テレビ）
- 野菊の墓（1977年、テレビ朝日「土曜ワイド劇場」）
- この山河に愛ありて（1978年、フジテレビ「ライオン奥様劇場」）
- 下町探偵局 お手伝い志願（1978年、テレビ朝日「土曜ワイド劇場」）
- 続・生きてん母ちゃん（1982年、読売テレビ「木曜ゴールデンドラマ」）
- ばあじんロード（TBS、劇場未公開作品）

## 著書
- 『西河克己映画修業』権藤晋共著、ワイズ出版、1993年
- 『「伊豆の踊子」物語』フィルムアート社、1994年
- 『白いカラス 生き残った兵士の記録』光人社、1997年